# Campylonotus vagans
Campylonotus vagans is een garnalensoort uit de familie van de Campylonotidae. De wetenschappelijke naam van de soort is voor het eerst geldig gepubliceerd in 1888 door Spence Bate.